# ثنائي بنزأنثراسين
ثنائي بنزو الأنثراسين هو هيدروكربون عطري متعدد الحلقات له الصيغة الكيميائية C22H14؛ يتألف المركب بنيوياً من خمس حلقات بنزين مندمجة، ويمكن أن يوجد على إحدى صيغتين:

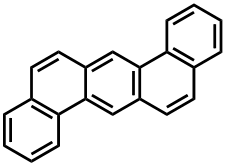
ثنائي بنز[a,h]أنثراسين
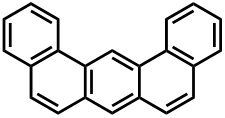
ثنائي بنز[a,j]أنثراسين

- ثنائي بنز[a,h]أنثراسين
- ثنائي بنز[a,j]أنثراسين

## الوفرة الطبيعية
يتشكل مركبا ثنائي بنز[a,h]أنثراسين وثنائي بنز[a,j]أنثراسين عند الاحتراق غير الكامل للمواد العضوية؛ وهو يعد بذلك من الملوثات.
هناك ارتباط بين نسبة الكربون في الكون وبين الهيدروكربونات العطرية متعددة الحلقات (PAHs)، حيث أن أكثر من 20% من الكربون في الكون مترافق ومرتبط في مركبات PAHs، ومنها ثنائي بنز[a,h]أنثراسين وثنائي بنز[a,j]أنثراسين.

## الخواص
يوجد مركب ثنائي بنز[a,h]أنثراسين في الحالة النقية على شكل مادة صلبة بلورية بيضاء إلى صفراء اللون، وهو مركب ثابت مستقر ضعيف الانحلالية في الماء، لكنه يذوب في المذيبات العضوية مثل الأسيتون والتولوين.

## الأثر البيئي والصحي
يعد مركب ثنائي بنز[a,h]أنثراسين من الملوثات الرئيسية في مركبات PAHs وهو يوجد في دخان التبغ (السجائر)؛ وهو من المواد المطفرة حيث يتدخل بأثر إقحامي مع الـ DNA في خلايا البكتريا والثدييات.
يمكن أن يتعرض الإنسان إلى هذا المركب إما عن طريق التنفس أو الدورة الغذائية أو من مصادر مياه الشرب.